# José Júlio de Bettencourt Rodrigues
José Júlio de Bettencourt Rodrigues ComSE (Funchal, Sé, 8 de Maio de 1843 — Lisboa, 9 de Abril de 1893) foi um cientista, académico e político português. Distinguiu-se no campo da Química, especialmente no desenvolvimento de emulsões fotográfica, e da Geodesia.

## Biografia
José Júlio de Bettencourt Rodrigues foi filho primogénito de José Júlio Rodrigues (Goa, Goa Norte, Bardez, Salvador do Mundo, 6 de Maio de 1812 — Luanda), goês católico, bacharel em Direito pela Faculdade de Direito da Universidade de Coimbra, delegado do Procurador Régio no Funchal, juiz do Tribunal da Relação de Luanda, e de sua mulher (Funchal, Sé, 13 de agosto de 1842) Teresa Cristina de Sá e Bettencourt (Funchal, Sé — ?). Era sobrinho de Venâncio Raimundo Rodrigues e irmão de António Maria Betencourt Rodrigues.
Formou-se bacharel em Filosofia e Matemática pela Faculdade de Ciências da Universidade de Coimbra, foi sucessivamente professor no Liceu Nacional de Lisboa, professor do Instituto Comercial e Industrial de Lisboa, lente de Química da Escola Politécnica de Lisboa e do Instituto Industrial de Lisboa. 
Notabilizou-se pela introdução em Portugal dos modernos métodos da investigação em Química, e pelo seu trabalho no campo da fotografia e da aplicação das técnicas fotográficas nos trabalhos geodésicos e cartográficos.
Foi inspetor técnico das Contribuições Industriais, presidente do Mercado de Produtos Agrícolas e fundador da Secção de Fotografia da Direcção-Geral de Trabalhos Geodésicos, Topográficos, Hidrográficos e Geológicos do Reino.
Entre outras agremiações, foi sócio da Academia Real das Ciências de Lisboa, do Instituto de Coimbra, da Sociedade de Geografia de Lisboa, da Société des Gens de Lettres e da Sociedade Francesa de Fotografia. Foi sócio honorário da Sociedade de Ciências Médicas de Lisboa.
Foi Conselheiro de Sua Majestade Fidelíssima, tendo sido agraciado com a Carta de Conselho em 1888, comendador da Ordem de Sant'Iago da Espada, cavaleiro da Ordem Nacional da Legião de Honra de França e oficial da Ordem da Instrução Pública de França.
Na política, foi deputado às Cortes eleito pelo círculo do Estado Português da Índia e pelo círculo do Funchal. 
É autor de uma vasta obra sobre geodesia, mineralogia, cartografia e fotografia.
Casou com Eulália Henriqueta de Bettencourt, sua prima direita, da qual teve um filho, também José Júlio de Bettencourt Rodrigues.